# 田中正明
田中正明（1911年2月11日—2006年1月8日），生于日本长野县下伊那郡乔木村，曾经担任松井石根的秘书，南信时事新闻主编，拓殖大學讲师。日本阿拉伯协会常任理事。战后被判为丙级战犯。他是否定南京大屠杀一派的主要人物，曾著有《南京大屠杀的虚构》等书。他曾编纂松井石根的日记成书《战中日记》（松井石根大将の陣中日記），但因大量篡改、粉饰或删除日记内容達三百多處而被板倉由明、笠原十九司、秦郁彦等人批评。